# Élisabeth Depardieu
Pour les articles homonymes, voir Depardieu et Guignot.
Élisabeth Depardieu, née Guignot le 5 août 1941 à Paris 14e, est une actrice, chanteuse et parolière française. Mariée à Gérard Depardieu pendant 36 ans, elle est la mère des comédiens Guillaume et Julie Depardieu.

## Biographie
Élisabeth Dominique Lucie Guignot est née à Paris, d’un père polytechnicien. Actrice pour le cinéma, le théâtre et la télévision, elle débute au petit écran en 1970 dans la série Noële aux quatre vents de Henri Colpi et le téléfilm Les Aventures de Zadig, dont le rôle principal est tenu par Gérard Depardieu, devenu son mari et dont elle prend le patronyme.
En 1984, elle obtient son premier rôle au cinéma dans le film Le Tartuffe réalisé par son époux. Tout au long de sa carrière, dirigée entre autres par Claude Berri, Jacques Deray et Maurice Pialat, elle a donné la réplique à des acteurs renommés tels que Michel Serrault, Yves Montand, Jane Birkin et Charlotte Rampling tout en s'illustrant également au théâtre et dans la chanson.

### Vie privée
Élisabeth Depardieu épouse l’acteur Gérard Depardieu le 11 avril 1970 à la mairie de Bourg-la-Reine. Le couple se sépare au début des années 1990, mais ne finalise son divorce qu'en 2006. Elle est la mère des comédiens Guillaume (1971-2008) et Julie Depardieu (née en 1973).

## Association «Émergence»
Cette section est promotionnelle ou publicitaire (avril 2025). Considérez son contenu avec précaution et/ou discutez-en.
En 1998, Élisabeth Depardieu fonde l'association
Émergence, un laboratoire de création qui permet à de jeunes réalisateurs, après sélection, d’expérimenter au cours d’une résidence cinéma de six mois, des séquences d’un film embryonnaire pour tester « ce qui marche, et ce qui ne marche pas. […] C’est l’occasion d’essayer des choses avec des acteurs et des techniciens. […] C’est la possibilité pour les réalisateurs de prendre des risques, mais avec une forme d’impunité » (Nathalie Bessis, déléguée générale d’Émergence).

## Filmographie
Jusqu’à son mariage avec Gérard Depardieu en 1970, Élisabeth Guignot est créditée aux génériques sous le nom d’Élisabeth Guy.

### Cinéma
- 1967 : Des garçons et des filles d’Étienne Périer
- 1967 : Le Grand Meaulnes Jean-Gabriel Albicocco
- 1984 : Le Tartuffe de Gérard Depardieu : Elmire
- 1985 : On ne meurt que deux fois de Jacques Deray : Margo Berliner
- 1985 : L'Amour ou presque de Patrice Gautier : Alice
- 1986 : Jean de Florette de Claude Berri : Aimée Cadoret
- 1986 : Manon des sources de Claude Berri : Aimée Cadoret
- 1995 : Le Garçu de Maurice Pialat : Micheline
- 1996 : Les Aveux de l'innocent de Jean-Pierre Améris : la mère de Serge
- 1997 : Bouge ! de Jérôme Cornuau : Hélène
- 1997 : Héroïnes de Gérard Krawczyk (non créditée)
- 1999 : Innocent de Costa Natsis : Claire
- 2001 : chapitre Cyrano de Vincent Lindon dans Pas d'histoires,
- 2001 : Ceci est mon corps de Rodolphe Marconi : Christiane
- 2002 : Mischka de Jean-François Stévenin : la tante
- 2004 : Julie Meyer, court-métrage d’Anne Huet : Catherine Martell

### Télévision
- 1966 : La tour de Nesle, (téléfilm) de Jean-Marie Coldefy : le deuxième page
- 1967 : Par quatre chemins (mini-série) :1 épisode
- 1967 : Allô police, (série télévisé) de Paul Siegrist, épisode  Le témoin : Caroline
- 1967 : L'ami Fritz, (téléfilm) de Georges Folgoas
- 1970 : Noële aux quatre vents, (série télévisée) d' Henri Colpi, saison1, épisodes 1 à 6 et 14 : Marie-Hélène Vaindrier
- 1970 : Les Aventures de Zadig, (téléfilm) de Claude-Jean Bonnardot : Semir
- 1971 : Nausicaa, (téléfilm) d’Agnès Varda
- 1973 : Témoignages, série télévisée) épisode Divorce :  la secrétaire
- 1989 : Steffie ou la vie à mi-temps, (téléfilm) de Joël Séria : Geneviève
- 1995 : La Rivière Espérance, (série télévisée) Josée Dayan : Elina Donadieu (épisodes 1 à 8)
- 1998 : Intime conviction, (téléfilm) de John Lvoff : Le juge
- 1999 : Marc Eliot, (série télévisée), saison 1, épisode 4  Les deux frères de Josée Dayan : Madame Martel
- 2003 : Alice Nevers, le juge est une femme, (série télévisée)épisode Mort en Salle, réalisé de Stéphane Kappes : Solange Sheipar
- 2004 : Blandine l'insoumise, (série télévisée) de Claude d'Anna, épisode Une goutte d'eau dans la mer : Béatrice Alauzène
- 2019 : Collection Fred Vargas (mini-série) de Josée Dayan, épisode Quand sort la recluse : Irène Royer-Ramier

### Scénariste
- 1996 : Coscénariste avec Alec Medieff de l’épisode Chassés-croisés par Denys Granier-Deferre de la série L'histoire du samedi diffusée sur FR3 de 1995 à 2000.

## Théâtre

### Actrice
- 1984 : Tartuffe de Molière, mise en scène Jacques Lassalle, Théâtre national de Strasbourg
- 1987 : Crimes du cœur, mise en scène de François Bourgeat, avec Tonie Marshall et Ann-Gisel Glass, Théâtre de la Potinière : Lenny
- 1989 : Le Rire de David de Victor Haïm, mise en scène Jean Bouchaud, Théâtre de l’Odéon
- 1989 : Le Banc d’Alexandre Guelman, mise en scène Saskia Cohen-Tanugi, Comédie des Champs-Élysées (Paris)
- 1996 : Les Eaux et Forêts de Marguerite Duras, mise en scène Tatiana Vialle, Théâtre de la Gaîté-Montparnasse
- 1997 : Souvenirs avec piscine de Terrence McNally, mise en scène Bernard Murat, Théâtre de l'Atelier

### Mise en scène
- 1988 : Toute différente est la langouste de Roland Dubillard, Petit Théâtre de Paris

## Discographie

### Auteur
- OK Cafard, avec François Bernheim, interprété par Gérard Depardieu, 45 tr RCA - PB 8611, 1980.
- Ils ont dit moteur... Coupez !, album RCA Victor – PL 37381, 1980, interprété par Gérard Depardieu incluant les titres Où sont les femmes de capitaine, Acteur sans lumière, Elle flippe devant l'flipper, Java valse, Cinéma de papa, Elle s'appelait Harmonie, Chambre d'hôtel, Comédien comédien, Je pue et Ma femme est folle, paroles et musiques d'Élisabeth Depardieu et J.C. Meistelman pour la musique des deuxième et troisième morceaux.

### Interprète

#### 45 tours
- Les Bals de mon adolescence, 1981, Pathé
- La Charente, 1982, Pathé
- Et mes larmes coulent, 1982, Pathé
- Jalouse, La musique de la forêt noire 1985 Pathé

#### 33 tours
- J'ai tant rêvé, 1981, Pathé
- Elisabeth Depardieu, 1983, Pathé[8].